# Inga (género taxonómico)

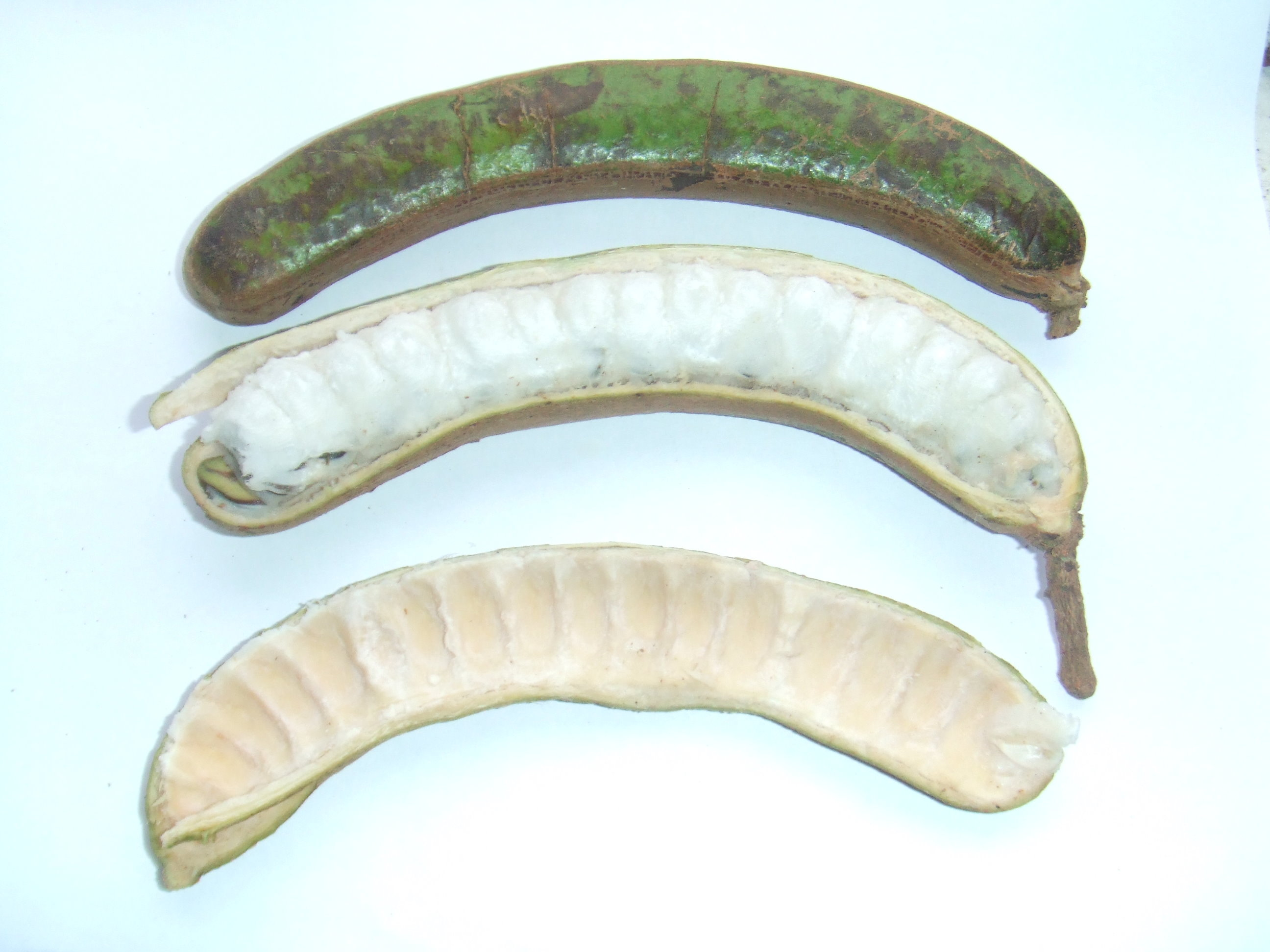
Fruto

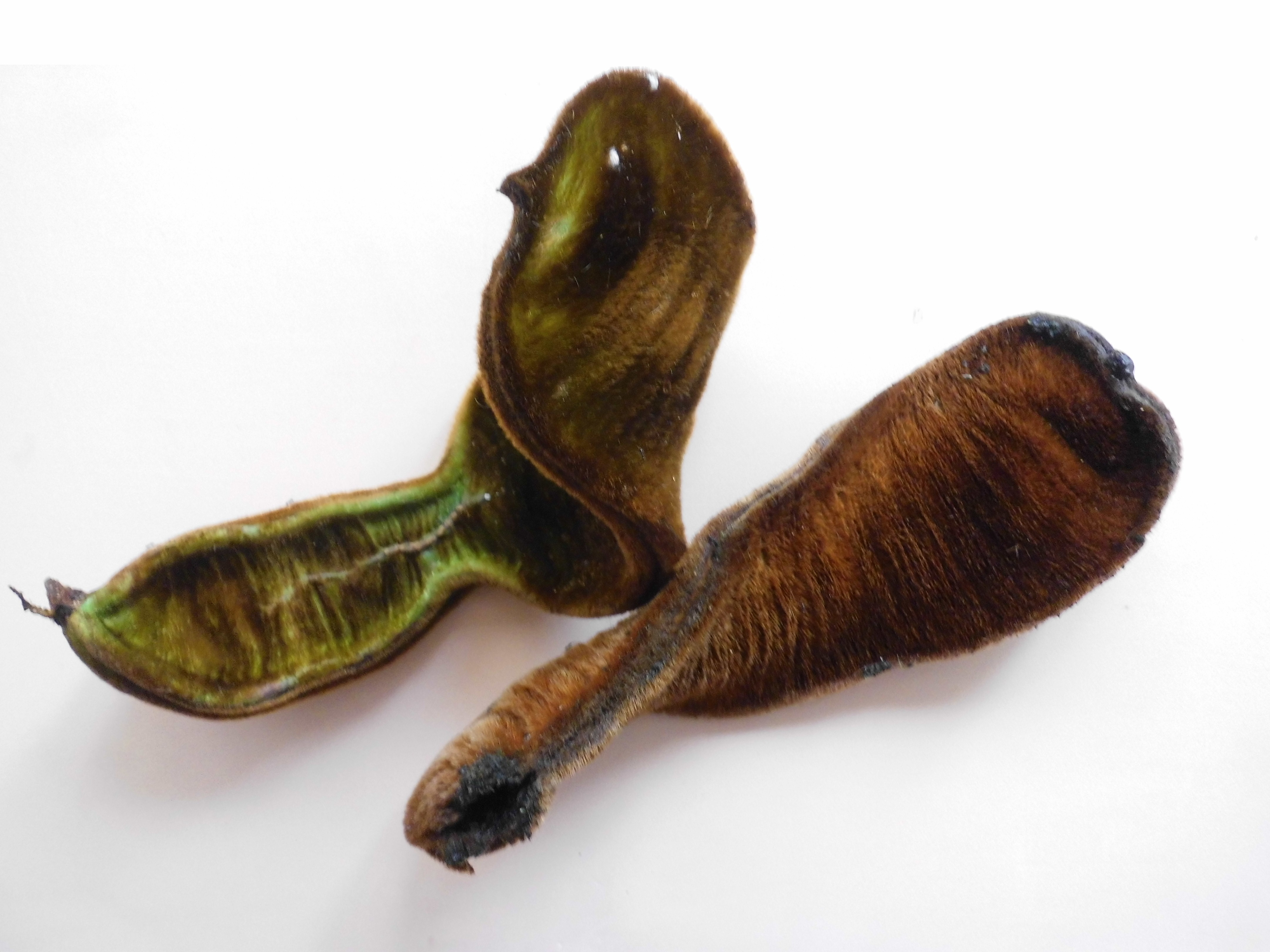
Ejemplares de frutos Inga fastuosa

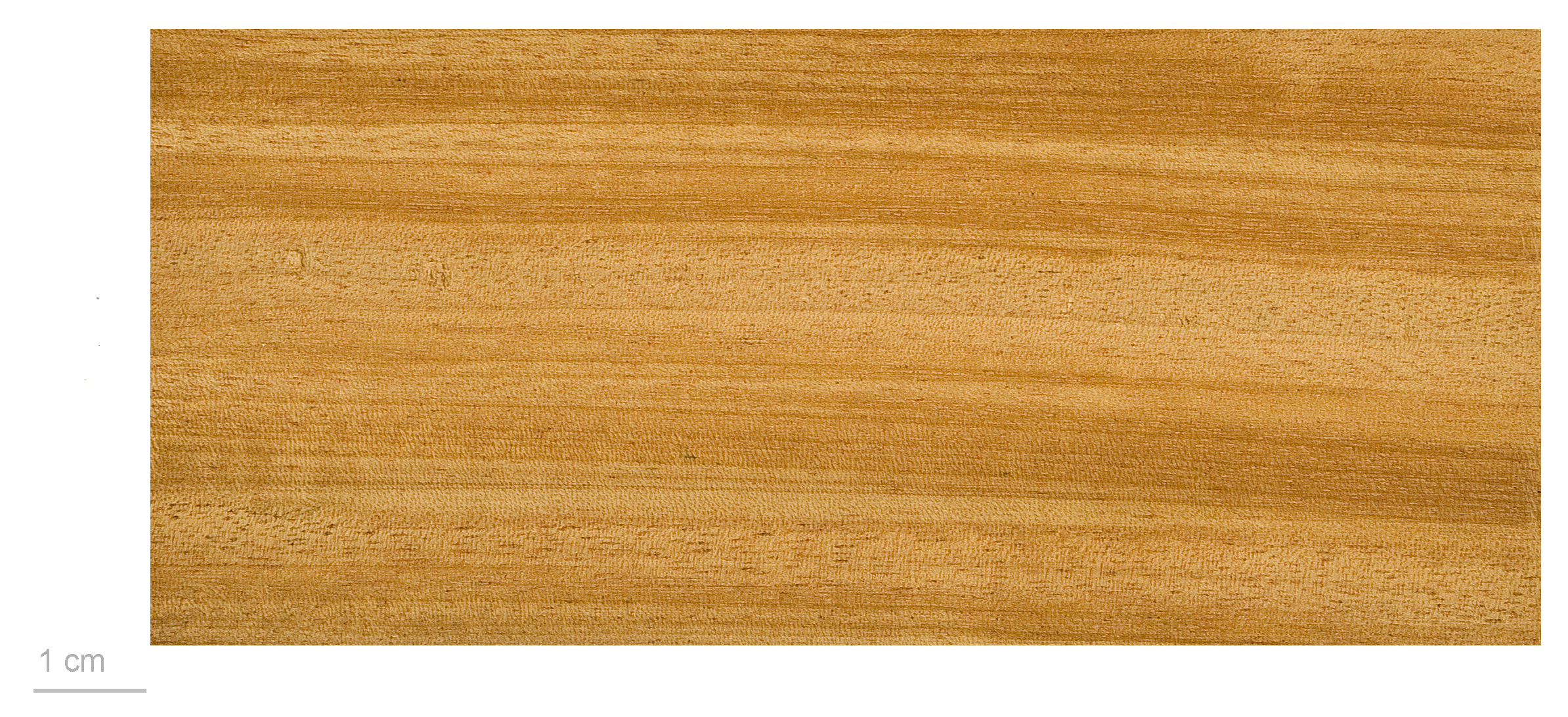
Madera obtenida de Inga sp.

Inga es un género de árboles y arbustos tropicales-subtropicales, miembro de la tribu Ingeae de las leguminosas. 

## Descripción
Las hojas son pinnadas y las flores son generalmente blancas. Muchas de las centenares de especies se usan ornamentalmente. Varias otras especies fueron colocadas en este género en un tiempo, por ejemplo Yopo (Cohoba, Mopo, Nopo o Parica), Anadenanthera peregrina (como Inga niopo).
Las especies de Inga, muy notablemente Inga edulis dan fruta comestible.
Son originarias de América intertropical, pero han sido introducidas en otras numerosas zonas tropicales en el mundo, por ejemplo en África y las Antillas.
Las técnicas de rotación de cultivos usando especies como Inga tales como I. edulis han sido desarrolladas para restablecer fertilidad del suelo.

## Taxonomía
El género fue descrito por Philip Miller y publicado en The Gardeners Dictionary...Abridged...fourth edition 2: 691, en 1754.

#### Etimología
Inga: nombre genérico latinizado proveniente de los vocablos quechua inga, y tupí-guaraní ingá, usados como nombres vernáculos para designar a diferentes especies del género.

## Algunas especies
- Inga amboroensis
- Inga approximata
- Inga brachyptera -  guaba, guava o pacae (pacay)
- Inga capitata
- Inga cinnamomea
- Inga colimana
- Inga edulis - guaba o guama
- Inga eriocarpa
- Inga fastuosa
- Inga feuillei - pacay
- Inga inicuil - algodoncillo
- Inga jaunechensis
- Inga laurina
- Inga martinicensis
- Inga nobilis
- Inga pallida
- Inga saltensis
- Inga spectabilis
- Inga uraguensis
- Inga vera